# Erichia longicornis
Erichia longicornis is een keversoort uit de familie dwergpilkevers (Limnichidae). De wetenschappelijke naam van de soort werd in 1895 gepubliceerd door Edmund Reitter.